# Alfred Chester Beatty
Alfred Chester Beatty, född 1875, död 19 januari 1968, var en amerikansk industriman och samlare, han blev naturaliserad britt 1933.
Beatty innehade ledningen av flera stora gruvföretag i Sydafrika och samlade därigenom ihop en stor förmögenhet. Han var ägare till världens största samling av illuminerade orientaliska manuskript. Han är särskilt känd för förvärven av Chester Beatty papyri. Hans samlingar finns i Chester Beatty Library i Dublin. 